# 스탠 게츠
스탠 게츠(Stan Getz, 원명(原名)은 스탠리 게이츠키(Stanley Gayetzky)이며 나중에 스탠리 게츠(Stanley Getz)로 개명(改名), 1927년 2월 2일 ~ 1991년 6월 6일)는 미국의 재즈 색소폰 연주가 겸 영화배우이다.

## 생애
미국 펜실베이니아주 필라델피아에서 출생하였으며 지난날 한때 미국 캘리포니아주 말리부에서 잠시 유아기를 보낸 적이 있는 그는 16세 때였던 1943년 색소폰 연주가 첫 데뷔하였고 3년 후 1946년 테너 색소폰 연주에도 손을 대었으며 이듬해 1947년 바리톤 색소폰 연주에도 손을 대어 색소폰 연주의 폭을 넓혔다.
선배 재즈 음악가 베니 굿맨의 총애를 받기도 한 그는 1955년 미국 영화 《The Benny Goodman story》의 단역 출연을 통하여 영화배우 데뷔하였다.